# 瑞基敏佛塔
瑞基敏佛塔，位于缅甸曼德勒，相传于1167年，为蒲甘王朝阿朗悉都王的长子明辛绍主持修建。

## 历史
瑞基敏佛塔相传建于1167年，当时蒲甘王子明辛绍因冒犯父王阿朗悉都，而被流放至曼德勒。传说他在昂宾莱湖畔躬耕，粮草堆得像曼德勒山一般高。
留存至今的佛塔建于1852年。1885年11月，第三次英缅战争时，英军进占曼德勒皇宫，将之改为军营，宫内的40尊珍贵佛像被转运至此保存。据《琉璃宫史》记载，其中有一些传说中身世显赫的佛像，如有一尊木像相传是用菩提树的树枝雕刻而成，有一尊大理石像，是取自为佛陀挡雨的葡桃果树下的石块。

## 建筑
塔院轴线为东西向。佛塔以东是佛堂，有廊道相连。佛塔北侧、西侧和南侧建有小佛堂。院内树木茂密，遮挡着佛塔。
寺内供奉有著名的瑞因宾佛像，原本是蒲甘王朝那腊勃底西都王时期的作品，后来辗转移至此塔供奉。

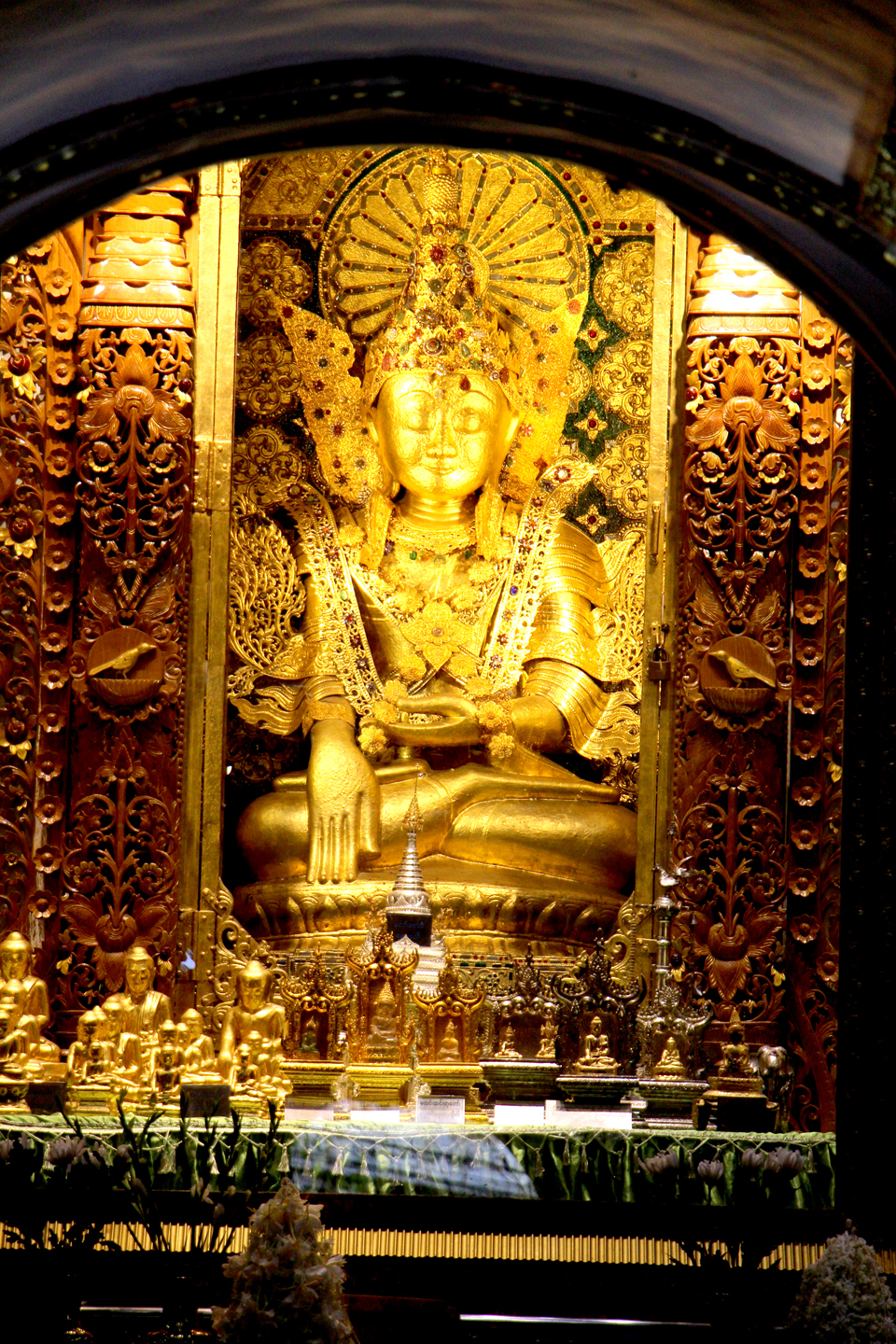
主佛像